# Georg Göth
Georg Göth  (* 29. Dezember 1803 in Reindorf bei Wien (jetzt Teil der 15. Wiener Gemeindebezirks); † 4. März 1873 in Graz) war ein österreichischer Historiker und Naturforscher.

## Leben und Wirken
Göth besuchte Vorlesungen an der Wiener Universität und übernahm im  Dezember 1827 die Stelle eines Erziehers in einer Beamtenfamilie in Gußwerk bei Mariazell. Dort lernte ihn Erzherzog Johann kennen, der nahe von Gußwerk zu dieser Zeit seinen Landsitz Brandhof umbaute. Der Erzherzog übertrug Göth verschiedene Aufgaben in der von ihm gegründeten Landwirtschaftsgesellschaft für Steiermark und stellte ihn ab 1830 als Sekretär ein. Göth hat die Bibliothek des Erzherzogs und dessen Urkundensammlung und die Gemäldesammlung katalogisiert. Er begleitete den Erzherzog bei seinen jährlichen Bereisungen der über 45 Filialen der Landwirtschaftsgesellschaft in der ganzen Steiermark.
1832 veröffentlichte Göth eine Darstellung über den landwirtschaftlichen Musterhof Brandhof des Erzherzogs und 1839 folgte seine Monographie über die Eisenindustrie in Vordernberg, mit dem Titel: „Vordernberg in der neuesten Zeit oder geschichtliche Darstellung der Vereinigung der Radgewerken nebst Beschreibung des Berg- und Hüttenbetriebes daselbst“.
Für seine wirtschaftlichen und sozialen Reformen in der Steiermark wollte Erzherzog Johann möglichst genaue Daten über die Steiermark, deren Bewohner und über die Leistungen der öffentlichen Einrichtungen haben. Dafür veranlasste er statistische Landesaufnahmen. Mit der zweiten Befragung wurde 1836 Georg Göth beauftragt, der diese Befragung auch ausgewertet hat. Zwischen 1840 und 1843 erschienen die ersten drei Bände seiner Ortskunde der Steiermark unter dem Titel „Das Herzogthum Steiermark, geographisch-statistisch-topographisch dargestellt“, sie betrafen eine allgemeine Übersicht sowie den Brucker Kreis und den Judenburger Kreis. Der vierte Band über den Grazer Kreis liegt nur handschriftlich vor und befindet sich im Steiermärkischen Landesarchiv. Da sich 1848 und in den Folgejahren die politische Einteilung des Landes vollständig änderte, wurde das Werk nicht mehr fertiggestellt. Die vorliegenden Bände sind aber für Historiker nach wie vor eine interessante und ausführliche Quelle für historische Daten.
Im Jahre 1841 wurde Göth zum Professor für Mathematik an der technischen Lehranstalt des Joanneums in Graz ernannt. Von 1862 bis 1865 war er Studiendirektor der technischen Lehranstalt, aus der die Technische Universität Graz hervorging. Gleichzeitig war er auch Kustos der naturhistorischen Museen und der angeschlossenen Archive und Sammlungen. Außerdem war er ab 1852 Sekretär und von 1861 bis 1868 Direktor des Historischen Vereins für Steiermark. Er war somit einer der wichtigsten Mitarbeiter von Erzherzog Johann und von mehreren von diesem gegründeten wirtschaftsfördernden und wissenschaftlichen Institutionen.